# 心理検査
心理学において、心理検査（、英: psychological test）とは、標準化された手続きで、特定の課題に対する回答反応を量的に測定あるいは質的に記述し、心理的概念として分析、解釈する手法のことである。「心理検査」と「心理(測定)尺度」は同義だが、使用される領域が異なる。「心理検査」という名称は、主に臨床心理学や心理支援領域において、心理的アセスメントの手法のひとつとして使われる。一方で、パーソナリティ心理学や社会心理学などの基礎心理学領域における測定手法の名称としては広義で「心理(測定)尺度」と主に呼ばれている。
なお、雑誌、一般向け書籍などに掲載されている、いわゆる「心理テスト」については通俗心理学を参照のこと。以下の説明は、「心理検査」という名称として、すなわち臨床心理学や心理支援領域としての説明である。

## 信頼関係
心理検査は被験者の環境や心理状態などによって影響されて結果が違ってくるものである。そういった原因によるぶれを少なくするため、検査前には被験者と検査者の間に信頼関係を樹立しなければならない。この信頼関係をラポール（ラポート）という。これは純心理的なものだけではなく、検査室の室温、湿度、採光なども影響する。被験者には、事前に心理検査の目的をよく説明し（インフォームド・コンセントのように）、不安を取り除いた上で検査に当たるのが望ましい。また、学齢児には、この検査の結果は学校の成績評価には反映されないという事を説明した方が良い場合もある。
特に年少児・発達障害児などの場合、十分な信頼関係が樹立されていないと、検査の途中で検査を放棄してしまったり、積極的な協力が得られなくなったりして続行が不可能になる危険性がある。また、検査結果も検査時の体調や感情的状態や雰囲気によって、かなり結果が変わる余地が大きい。このため、個別式知能検査であれば、体調の良い時に十分なラポールの上で、という方法で検査が行われている。

## 学習効果
又、他の試験と同様に、何度も同じ種類の検査を受ける事による慣れや試験傾向の学習、意図的な事前練習で試験結果を向上させる事が出来る。このため通常は、集団式知能検査であれば多くの被験者を同じ場所で同時に一回限りで、という方法で検査が行われている。なお、クレペリンなどの場合は就職試験によく出るため、練習のための書籍や講座が存在する。

## 信頼性と妥当性
心理検査の有効性を評価する時には、信頼性と妥当性という用語が使われる。信頼性とは、同じ被験者に対して、訓練された検査者なら誰が測っても、いつ測ってもあまり結果が違わないかどうかを表す用語である。妥当性とは、その検査を実施すれば、測ろうとする目的のものを測れるのかどうかを表す用語である。例えば、いくら精密な体重計であっても身長を測る事は出来ない。これは妥当性の欠如である。逆に、身長計を使ってもそれの誤差が数cmもあれば正確に測定出来ない。これは信頼性の欠如である。
心理検査を開発する際には、多くのサンプルで統計を取り、より適切な問題を配置するなどの工夫がなされる事が多い。これを標準化作業という。例えば、一般的な知能検査で知能指数の標準が100であると信用できるのは、大量のサンプルで標準化が行なわれたからである。個別式知能検査の標準化では、1000人から5000人程度の被験者が対象となる場合が多い。

## 入手
日本心理検査協会倫理要綱では、「心理検査の使用者は個人情報保護に心がける」、「学校や各種相談所などの専門機関以外には販売、見本配布をしない」、「検査後もテスト用紙などを散逸させない」などの取り決めがあるため、一般的には心理検査と無関係な立場の人は購入出来ない。
さらに日本国内においても、グローバルで開発・運用されている心理検査（シックスセカンズのSEI等）は、米国教育学会（AERA）・米国心理学会（APA）・全米教育測定協議会（NCME）の3団体が定める、Level A：基本的な知識があれば誰もが購入できる、Level B及びC：一定の条件を満たしたもの以外は購入・実施ができないという規定に従い、日本国内の購入者へも同様の制限を適用している。

## 行動・社会性検査
- 新版S-M社会生活能力検査
- 教研式PUPIL
- 日常生活動作テスト
- 新版TEG
- エリクソン心理社会的段階目録検査（EPSI）
- 児童（生徒）の意見・態度・悩み調査「PST」・「PST-III」
- SMT学級適応診断検査
- 生徒理解のための多面調査（Multi）
- 生徒理解のための綜合調査（STEP）
- 教研式POEM生徒理解カード
- SG式総合生徒理解調査START・START2
- 個性発見検査「TRY」
- クオリティ・オブ・ライフ26

## 職業適性検査
- 厚生労働省編一般職業適性検査（進路指導用・GATB）
- APP事故傾向予測調査
- SDS職業適性自己診断テスト
- VPI職業興味調査
- 新版・職業レディネス・テスト
- キャリアフォーカス　大学生向就職適性検査
- 教研式職業興味・志望診断検査

## 進路適性検査
学校で、進路指導用に用いられる。
- 高等学校用進路適性検査「サクセスタイム1時限」・「サクセスタイム2時限」
- 中学校用学年別進路適性検査「進路クラブ」
- ATAC進路適性診断テスト
- 教研式学年別進路適性診断システム（PASカード）
- 中学校用進路適性調査「CPJ-R」
- 高等学校用進路適性診断検査「CPH-2」
- 自己発見調査「メッセージ」
- 進路探索S&W
- SG式進路適性検査（新版DSCP）
- SG式進路発見検査（EPIC）

## その他
- ウェクスラー記憶検査
- 新版道徳性検査「ヒューマン」
- 親子関係診断検査
- 狩野・運動能発達検査
- 学力検査
- ベンダー・ゲシュタルト・テスト
- TCT創造性検査
- ムーブメント教育プログラムアセスメント（MEPA）
- 錯視検査
- 教研式SET自己教育力指導検査
- 新訂版ことばのテストえほん
- 微細脳障害テスト（MBDテスト）
- S-A創造性検査A版・P版
- 学力向上要因診断検査（FAT）
- 学習適応性検査
- カーン・シンボル・テスト
- ベントン視覚記銘検査
- ルリヤの神経心理学検査
- EQ感情知能検査（SEI）
- 標準失語症検査（SLTA）
- 南カリフォルニア感覚統合検査（SCSIT）
- トークンテスト
- エイモンズ語彙テスト（FRPV）
- 心身障害幼児を持つ母親のストレス尺度
- 絵画語い発達検査法（PVT）
- 教研式FMCI親子関係診断検査
- 図－地知覚テスト
- WAB失語症検査
- ボディー・イメージの検査
- HEART道徳性診断検査